# Predsednik Mednarodnega odbora za vojaški šport
Predsednik Mednarodnega odbora za vojaški šport je najvišji uradnik Mednarodnega odbora za vojaški šport (CISM).

## Naloge in dolžnosti
Naloge in dolžnosti predsednika so:
- vodi in upravlja CISM v skladu s pravilu,
- predseduje Kongresu Mednarodnega odbora za vojaški šport
- predseduje Generalnemu zboru Mednarodnega odbora za vojaški šport
- poda vsakoletno poročilo Generalnemu zboru Mednarodnega odbora za vojaški šport
- predseduje Odboru direktorjev Mednarodnega odbora za vojaški šport
- predseduje Izrednemu odboru Mednarodnega odbora za vojaški šport
- predseduje Odboru za Red za zasluge CISM
- sodeluje z drugimi mednarodnimi športnimi organizacijami

## Seznam
- Commandant Henri Debrus ( Francija, 1948-1953)
- major Arne W. Thorburn ( Švedska, 1953-1956)
- polkovnik Henri Debrus ( Francija, 1956-1961)
- brigadni general Royal Hatch ( ZDA, 1961-1967)
- Air Commander M. M. Piracha ( Pakistan, 1967-1968)
- Admiral Fazio Casari ( Italija, 1968-1969)
- Generalmajor Kenneth G. Wickham ( ZDA, 1969-1970)
- Kontraadmiral Aldo Massarini ( Italija, 1970-1979)
- Général de division Mohammed Saleh Mokaddem ( Tunizija, 1979-1986)
- Général de division Jean Duguet ( Francija, 1986-1993)
- General Arthur Zechner ( Avstrija, 1993-1998)
- Brigadni general Gianni Gola ( Italija, 1998-danes)